# Let 3
Let 3 (переклад «Рейс 3») — сучасний рок-гурт з Рієки, Хорватія, створений у 1987 році. Фронтмени — Дамір «Мрле» Мартинович і Зоран «Прля» Проданович. Гурт популярний у Хорватії та інших колишніх югославських республіках завдяки оригінальному підходу до рок-музики та непристойним живим виступам. Їхні пісні часто містять провокаційні та вульгарні тексти, а група відома шокуючими живими виступами з великою кількістю оголеного тіла. Вони представляли Хорватію на пісенному конкурсі Євробачення 2023 зі своєю піснею "Mama ŠČ!".

## Історія
Гурт був створений у Рієці наприкінці 1980-х років. Незабаром вони завоювали репутацію завдяки своїм передовим виступам і втіленню еклектичної природи музичної сцени Рієки. Гурт підтримував ліберальний характер, оскільки вони часто націлювалися на консервативну політику та церкву, а також висловлював підтримку прав жінок і ЛГБТ-спільноти.
9 грудня 2022 року Let 3 було оголошено одним із 18 учасників Dora 2023, національного конкурсу в Хорватії для відбору учасників Євробачення 2023 з піснею "Mama ŠČ! ". 11 лютого 2023 року Let 3 переміг на фестивалі Dora із загальною сумою 279 балів, таким чином отримавши право представляти Хорватію на пісенному конкурсі Євробачення 2023 у Ліверпулі. На конкурсі у Ліверпулі гурт отримав 123 бали та зайняв 13 місце.

## Учасники гурту

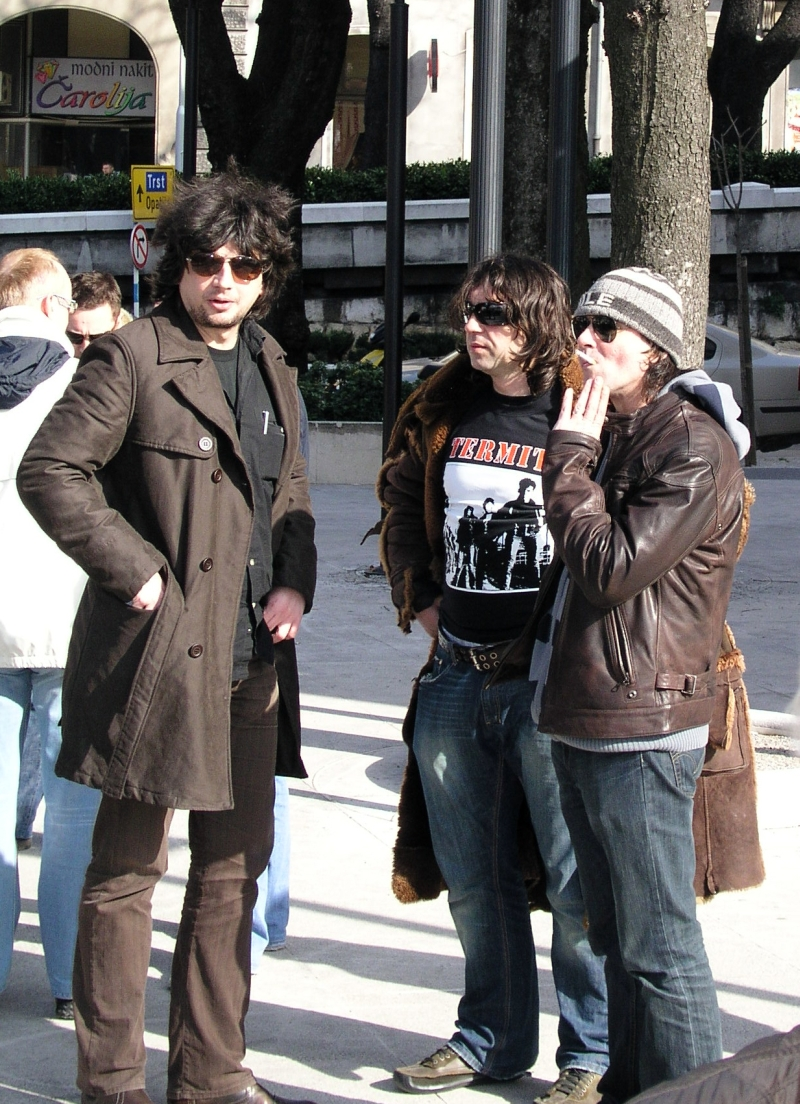
Мрле (у центрі) і Прля (праворуч) у Рієці, 2008 рік

Лет 3 часто змінюють свій склад. Поточний склад:
- Дамир Мартінович[hr] (Mrle) — bass guitar, effects, vocals
- Zoran Prodanović (Prlja) — vocals
- Ivan Bojčić (Bin) — drums
- Dražen Baljak (Baljak) — guitar, mandolin
- Matej Zec (Knki) — guitar, backing tracks

Колишніми учасниками гурту є:
- Бранко Ковачич (Хуста) — ударні, перкусія
- Корнеліє Джурас (Корні) — клавішні, семпли
- Іван Шарар (Faf) — клавішні, програмування, семпли
- Івіца Дражич (Мікі) — гітара, вокал
- Ненад Тубін — ударні, вокал
- Ігор Перович (Джіджі) — гітара
- Зоран Класич (Клас) — гітара, вокал
- Орієн Модрушан — гітара
- Ален Тібляш — ударні
- Марко Брадаскіа — ударні
- Дін Бензія — ударні
- Сініша Банович — ударні
- Любомир Слич — бас-гітара
- Рауль Варлен — клавішні, аккорд

## Суперечки
Гурт відомий своїми безпрецедентними, скандальними, а часом і непристойними виступами. Вони часто використовують сексуальність, щоб обурити публіку, і часто виступають оголеними, за винятком намордників на пенісах.
Їхній альбом Nečuveno (перекладається як «Обурливий» або «Нечуване») розповсюджувався як компакт-диск, на якому не було нічого записаного. Попри це, було продано 350 примірників. Наступний альбом «Jedina» (The Only one) спочатку був записаний лише в одному екземплярі, який гурт відмовився продавати чи поширювати; однак звукозаписна компанія вирішила випустити альбом у дещо інших версіях. Це змусило гурт інсценувати (фальшиве) самогубство шляхом розстрілу на площі бана Єлачича в Загребі на знак протесту.
Наприкінці 2000 року група відкрила пам'ятник під назвою «Бабин курач» (у перекладі — пеніс бабусі). Монумент висотою чотири метри виготовлений із бронзи, на ньому зображена бабуся в сукні з грудьми, вусами та метровим членом. Його виставляли в кількох містах Хорватії.
Відео для їхнього синглу «Rado ide Srbin u vojnike (Pička)» (З радістю буде серб залучити (Cunt) гру на пісню Йосипа Руняніна «Rado Srbin ide u vojnike») для альбому 2005 року Bombardiranje Srbije i Čačka містить додаткові одягнені в сербські та албанські національні костюми персонажі, що мастурбують. Альбом мав стати пародією на балканський мачизм і мілітаризм, а гурт заявив: «Ми хотіли створити альбом про те, чого тут люди бояться найбільше, а саме про селянство… і порнографію».
У грудні 2006 року поліція наклала на групу санкції після концерту просто неба у Варажді, де вони виступили зі своїм звичайним шоу (яке включало часткове оголення). Захист гурту про те, що вони не були голі, оскільки в сідницях у них були пробки, не переконав суддю; суд визнав їх винними та оштрафував кожного учасника гурту на суму, еквівалентну 350 кун (приблизно 50 євро).
14 грудня 2008 року живе ток-шоу Nedjeljom u 2 за участю двох учасників гурту закінчилося раніше після того, як учасники гурту імітували викид пробки зі своєї прямої кишки.